# Condado de Kane (Illinois)
El condado de Kane (en inglés: Kane County), fundado en 1836, es uno de 102 condados del estado estadounidense de Illinois. En el año 2000, el condado tenía una población de 404 119 habitantes y una densidad poblacional de 300 personas por km². La sede del condado es Geneva. El condado recibe su nombre en honor a Elias Kane. El condado forma parte del área metropolitana de Chicago.

## Geografía
Según la Oficina del Censo, el condado tiene un área total de 1357 km², de la cual 1347 km² es tierra y 10 km² (0.69%) es agua.

### Condados adyacentes
- Condado de McHenry (norte)
- Condados de Cook y DuPage (este)
- Condado de Will (suroeste)
- Condado de Kendall (sur)
- Condado de DeKalb (oeste)

## Demografía
Según la Oficina del Censo en 2000, los ingresos medios por hogar en el condado eran de $59 351, y los ingresos medios por familia eran $66 558 Los hombres tenían unos ingresos medios de $45 787 frente a los $30 013 para las mujeres. La renta per cápita para el condado era de $24 315. Alrededor del 8.40% de la población estaban por debajo del umbral de pobreza.

## Transporte

### Principales autopistas
- Interestatal 88 (oeste)
- Interestatal 90
- U.S. Route 20
- U.S. Route 30
- U.S. Route 34
- Ruta de Illinois 19
- Ruta de Illinois 25
- Ruta de Illinois 31
- Ruta de Illinois 38
- Ruta de Illinois 47
- Ruta de Illinois 56
- Ruta de Illinois 58
- Ruta de Illinois 62
- Ruta de Illinois 64
- Ruta de Illinois 68
- Ruta de Illinois 72

## Municipalidades

### Ciudades y pueblos
- Algonquin - parcialmente en el condado de McHenry
- Aurora - parcialmente en el condado de DuPage, condado de Kendall y el condado de Will
- Barrington Hills
- Bartlett - gran parte en los condados de DuPage y Cook, y otra pequeña parte en el condado de Kane
- Batavia - very small section in condado de DuPage
- Big Rock
- Burlington
- Campton Hills
- Carpentersville
- East Dundee - sólo una pequeña parte en el lado este del condado de Cook
- Elburn
- Elgin - parcialmente en el condado de Cook
- Geneva
- Gilberts
- Hampshire
- Hoffman Estates - mayormente en el condado de Cook], y la parte más pequeña en el condado de Kane
- Huntley - mayormente en el condado de McHenry
- Kaneville
- Lily Lake
- Maple Park -- parcialmente en el condado de DeKalb, Illinois
- Montgomery - parcialmente en el condado de Kendall
- North Aurora
- Pingree Grove
- St. Charles - una pequeña parte en el condado de DuPage
- Sleepy Hollow
- South Elgin
- Sugar Grove
- Virgil
- Wayne - parcialmente en el condado de DuPage
- West Dundee

### Áreas no incorporadas
- Allens Corners
- La Fox
- Mooseheart
- Plato Center
- Starks (Illinois)
- Wasco

### Municipios
El condado de Kane está dividido en 16 municipios:
- Municipio de Aurora
- Municipio de Batavia
- Municipio de Big Rock
- Municipio de Blackberry
- Municipio de Burlington
- Municipio de Campton
- Municipio de Dundee
- Municipio de Elgin
- Municipio de Geneva
- Municipio de Hampshire
- Municipio de Kaneville
- Municipio de Plato
- Municipio de Rutland
- Municipio de St. Charles
- Municipio de Sugar Grove
- Municipio de Virgil